# Adhemarius dentoni
Adhemarius dentoni är en fjärilsart som beskrevs av Clark 1916. Adhemarius dentoni ingår i släktet Adhemarius och familjen svärmare. Inga underarter finns listade i Catalogue of Life.

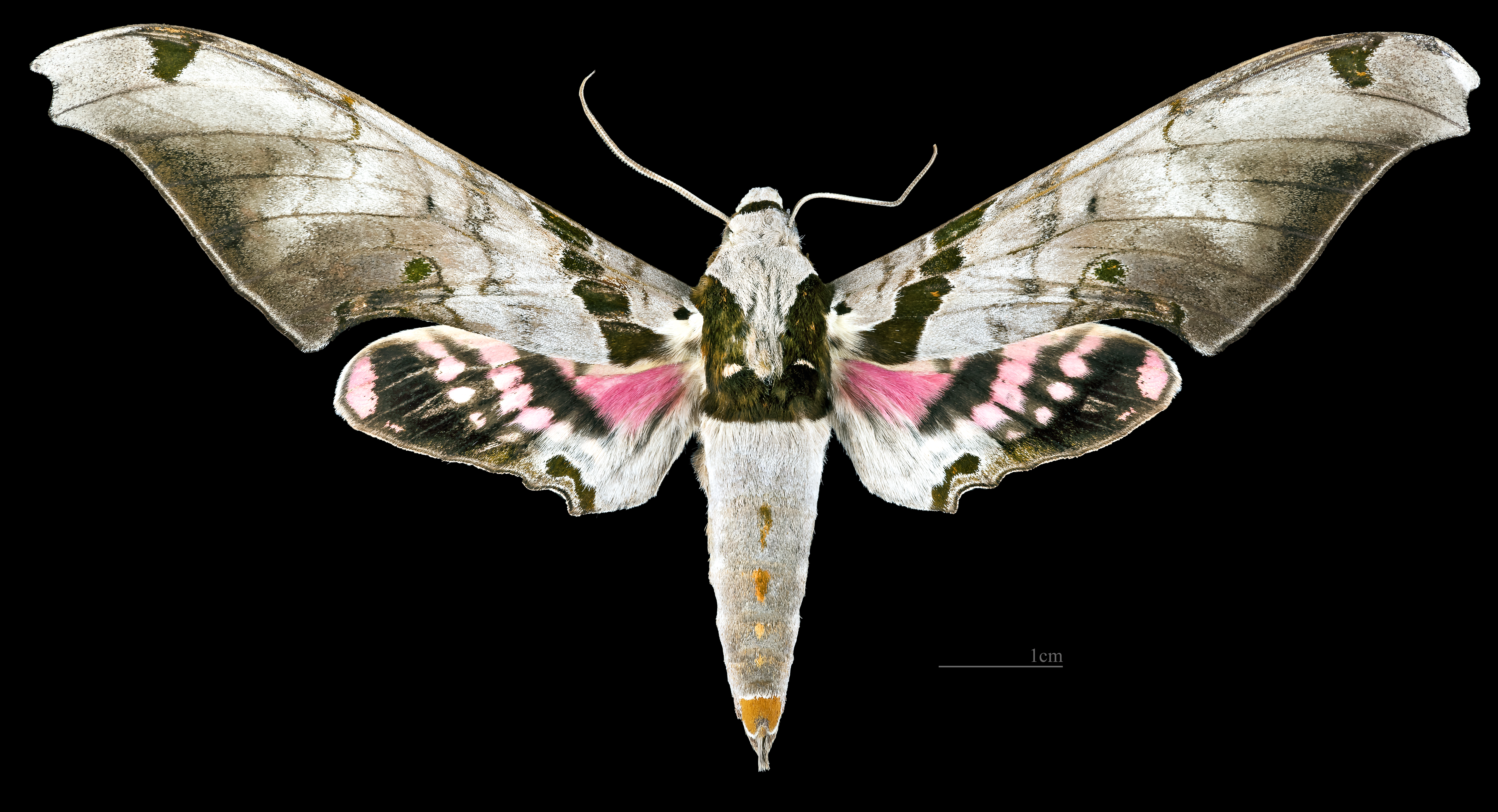
Adhemarius dentoni ♂
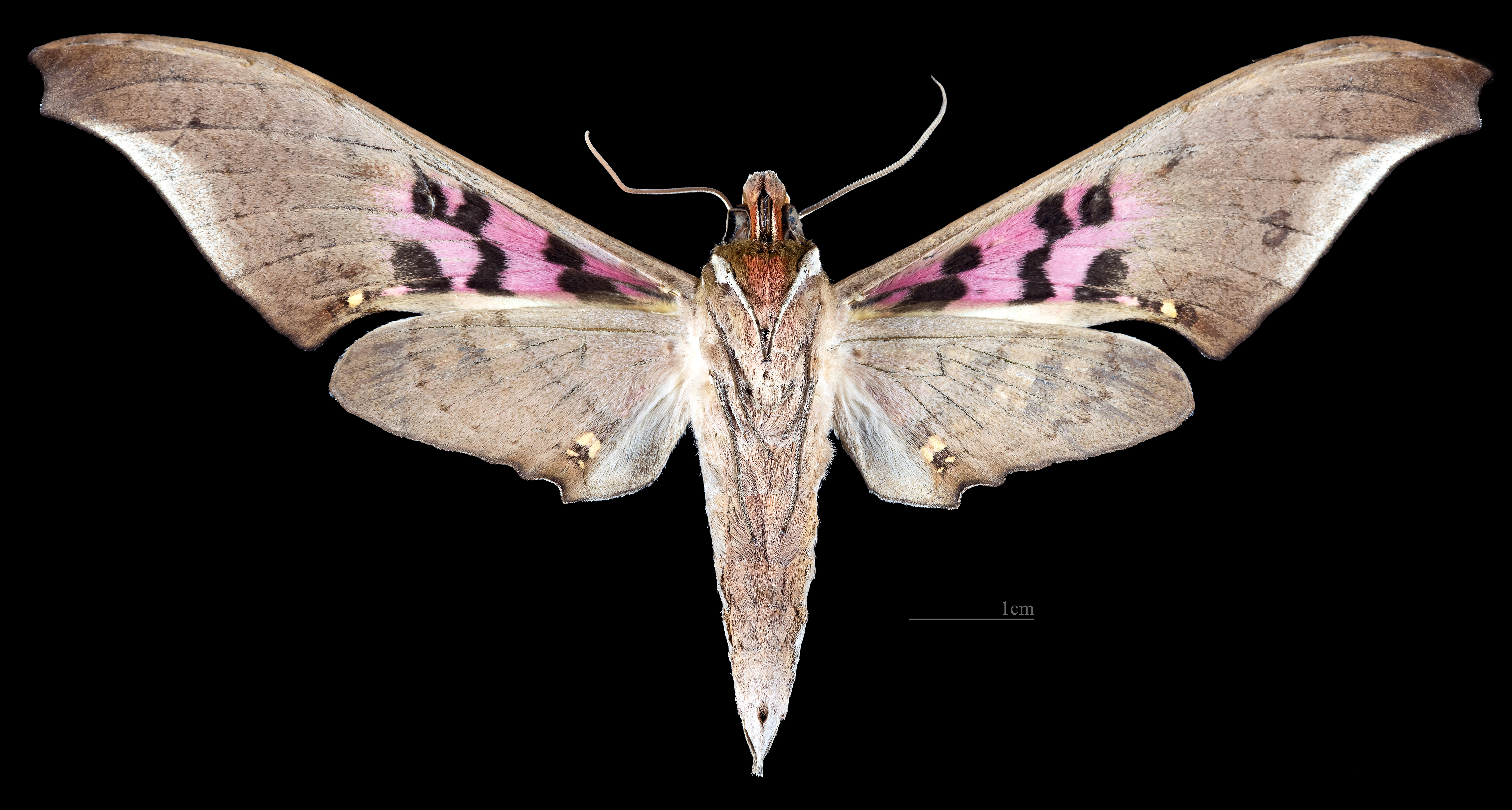
Adhemarius dentoni ♂  △
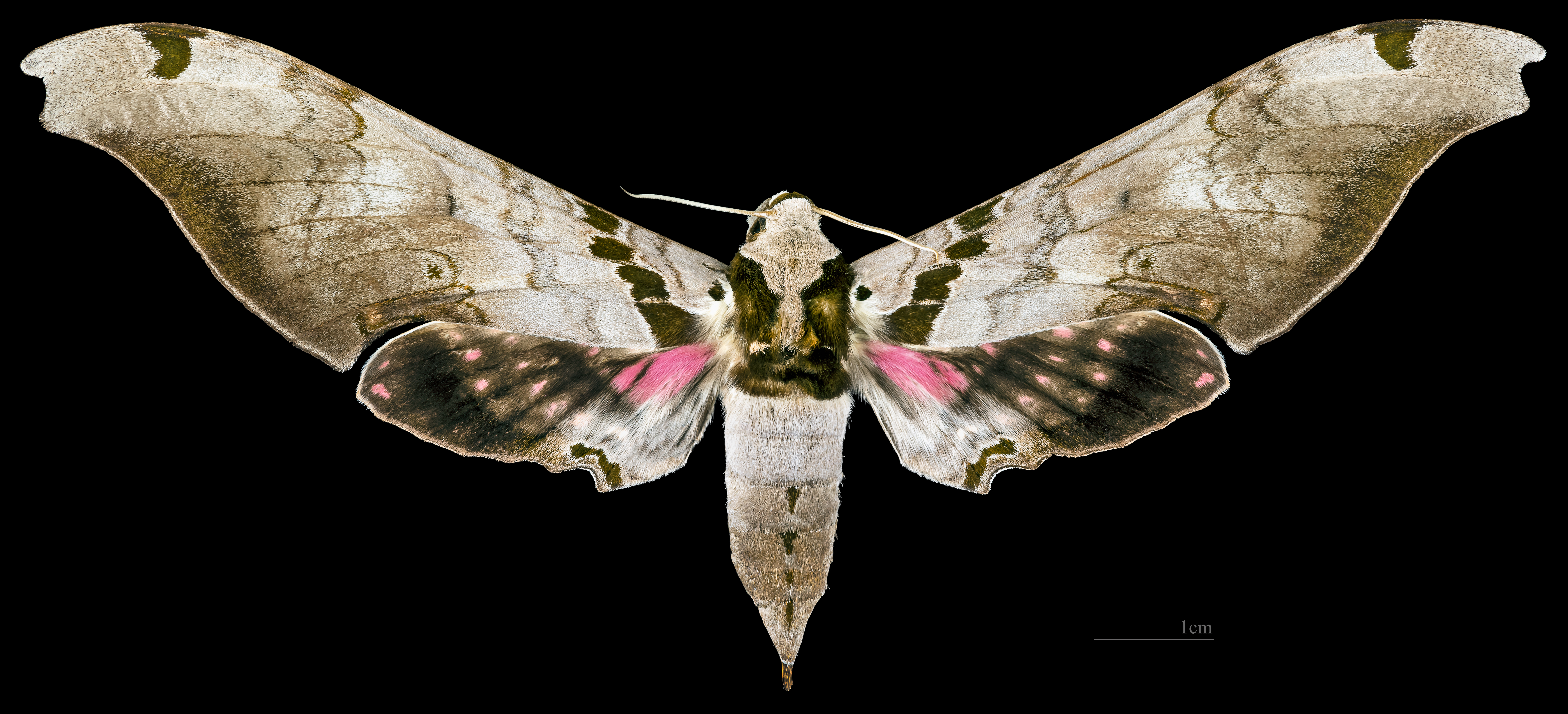
Adhemarius dentoni ♀
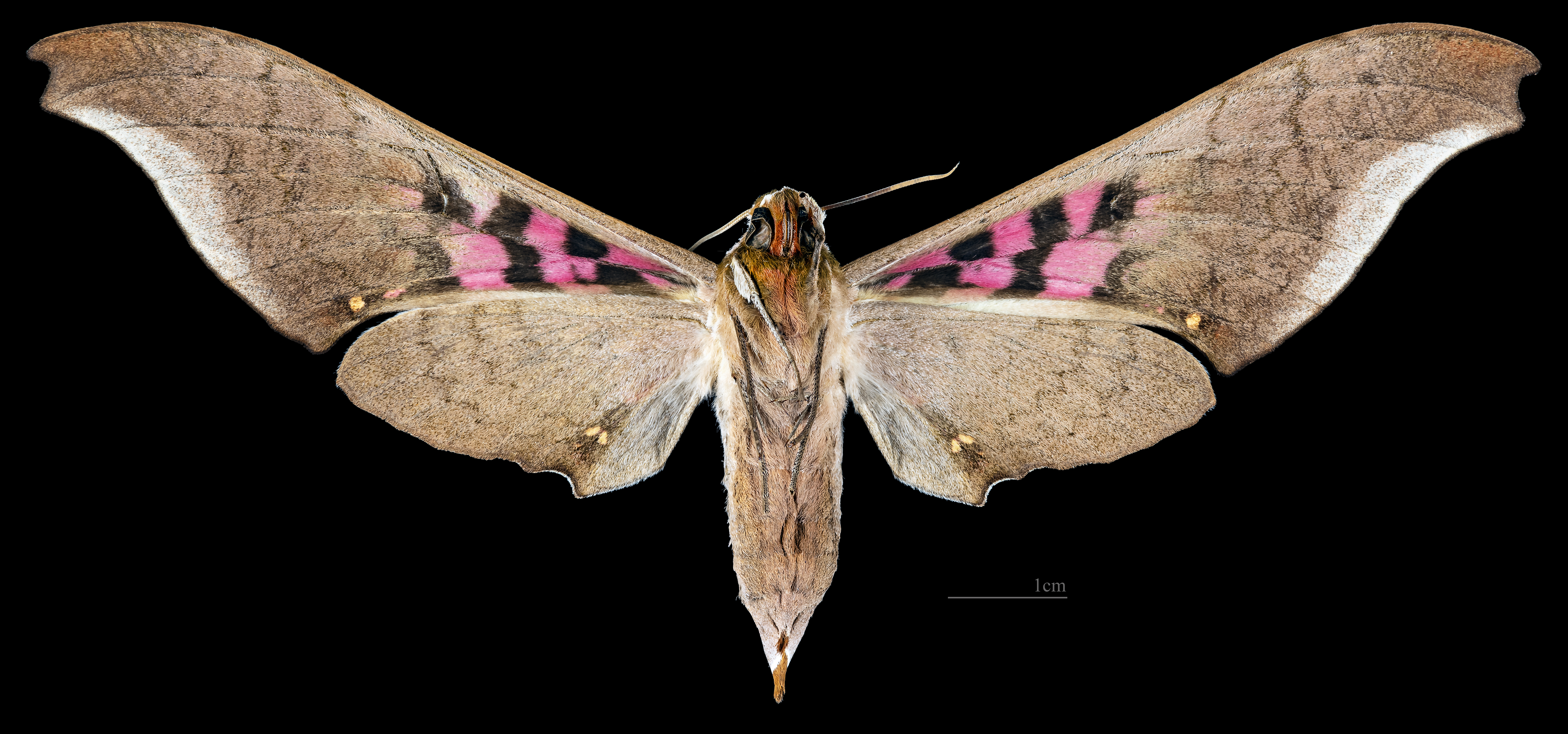
Adhemarius dentoni ♀ △